# هومبان نیکش یکم
هومبان نیکَش یکم (به انگلیسی: Humban-nikash) یا هومبان نوکاش (به انگلیسی: Humban-nukash) یا اوممانیگاش (به انگلیسی: Ummanigash) یا خومبان ایگاش یکی از شاهان ایرانی در دورهٔ ایلام بود. او در سال ۷۴۳ پیش از میلاد، به شاهی ایلام رسید و در سال ۷۲۰پ. م در حمایت از بابلیان با آشوریان جنگید و پیروز شد. وی در ۷۱۷پ. م درگذشت.
وی معاصر با تیگلت پیلسر سوم ، شلمنصر پنجم و سارگن دوم است . در سال ۷۲۰ پیش از میلاد به حمایت از مردوک آپلا ایدینا شاه بابل به نبرد با آشور پرداخت . جنگ در اطراف شهر دیر در گرفت و گزارش های متناقضی از نتیجه آن وجود دارد . لوح آشوری مدعی است که نبرد با پیروزی سریع ارتش آشور تمام شده اما لوح بابلی ایلامی ها را پیروز میداند . چنین به نظر میرسد که ایلامی ها علی رغم تلفات پیروز شده باشند چرا که مردوک آپلا ایدینا همچنان شاه بابل باقی ماند و هومبان نیکاش هم سه سال بعد مرد 

## کتابشناسی
- قشقائی، حمیدرضا، گاهنمای ایلامیان، تهران، اوگان، ۱۳۹۰.
- کامرون، جرج، ایران در سپیده دم تاریخ، ترجمهٔ حسن انوشه، تهران، علمی و فرهنگی، ۱۳۷۲.
- مجیدزاده، یوسف، تاریخ و تمدن ایلام، تهران، مرکز نشر دانشگاهی، ۱۳۷۰.
- هینتس، والتر، دنیای گمشدهٔ ایلام، ترجمهٔ فیروز فیروزنیا، تهران، علمی و فرهنگی، ۱۳۷۱.